# Scott Bowen
Scott Bowen (Sydney, 20 settembre 1972) è un ex rugbista a 15 e allenatore di rugby a 15 australiano, in carriera mediano d'apertura; dal 2011 è assistente allenatore degli Waratahs, in Super Rugby.

## Biografia
Proveniente dal Newington College, Bowen crebbe rugbisticamente nell'Eastern Suburbs; nel 1993 fu selezionato per la prima volta a livello statale e, nello stesso anno, esordì per gli Wallabies in un test match a Sydney contro il Sudafrica.
Fece poi parte della selezione che prese parte alla Coppa del Mondo di rugby 1995; nel ruolo di apertura la sua carriera internazionale fu breve, in quanto occupò tale posizione nel breve interregno tra il declino di Michael Lynagh e l'ascesa di Stephen Larkham.
Cessò l'attività agonistica a 26 anni dopo 9 incontri in Nazionale e quattro stagioni professionistiche con gli Waratahs; passato alla carriera tecnica fu assistente allenatore del suo club originario, gli Eastern Suburbs, poi guidò la Nazionale a sette australiana; tornato agli Eastern Suburbs come allenatore-capo, vi rimase fino alla fine del 2008, quando fu chiamato dalla federazione rugbistica del Nuovo Galles del Sud per assumere la direzione del rugby di alto livello degli Waratahs; contemporaneamente guidò anche la squadra Under-21 della franchise di Sydney; dell'ottobre 2010 è l'annuncio che per la stagione seguente Bowen ha ricevuto l'incarico di assistente allenatore della prima squadra in Super Rugby.